# مكان بن كاكي
أبو منصور مكان بن كاكي (تُوفي في 25 كانون الأول 940) كان قائدًا عسكريًا ديلميًّا نشط في شمال إيران (خاصة طبرستان وخراسان الغربية) في أوائل القرن العاشر. انخرط في نزاعات الخلافة مع العلويين في طبرستان، وتمكن من ترسيخ نفسه حاكمًا لطبرستان وجرجان لفترات قصيرة من الزمن، في منافسة مع أمراء الحرب الديلميين الآخرين مثل أسفار بن شيرويه أو الأخوين الزياريين مردويج وفوشمغير. عارض حكام السامانيين في خراسان وحصل على دعمهم بالتناوب، وفي النهاية سقط في معركة ضد جيش السامانيين.

## السيرة
مثل والده، خدم مكان كضابط في جيش العلويين في طبرستان، وهم فرع زيدي من العلويين الذين أسسوا إمارة مستقلة في طبرستان، على الشاطئ الجنوبي لبحر قزوين، والتي شملت بشكل دوري بعض المناطق المجاورة (ديلم وجيلان وجرجان) أيضًا. وقد أقام مكان علاقات عائلية من خلال الزواج من العلويين، حيث كان جعفر، ابن الإمام الحسن بن علي الأطروش (حكم 914-917)، صهره. كان الأخير منخرطًا في صراع معقد ضد خليفة الأطروش المعين أبو محمد حسن بن القاسم (حكم 917-928)، المعروف باسم الداعي إلى الحق، ولم ينجح جعفر وشقيقه أحمد في الإطاحة بالداعي وإجباره على المنفى إلا في عام 923. ثم تم تعيين مكان حاكمًا لجرجان، المقاطعة الواقعة في أقصى شرق إمارة العلويين. عندما توفي جعفر في عام 924، ترك العرش لابن أحمد أبو علي محمد، لكن مكان خلع محمدًا ونصب ابن أخيه إسماعيل، ابن جعفر، في مكانه. ومع ذلك، تمكن محمد من الفرار من خاطفيه وبمساعدة القائد العسكري الديلمي أسفار بن شيرويه، الذي استولى على السيطرة على جرجان، هزم مكان واستعاد عرشه.

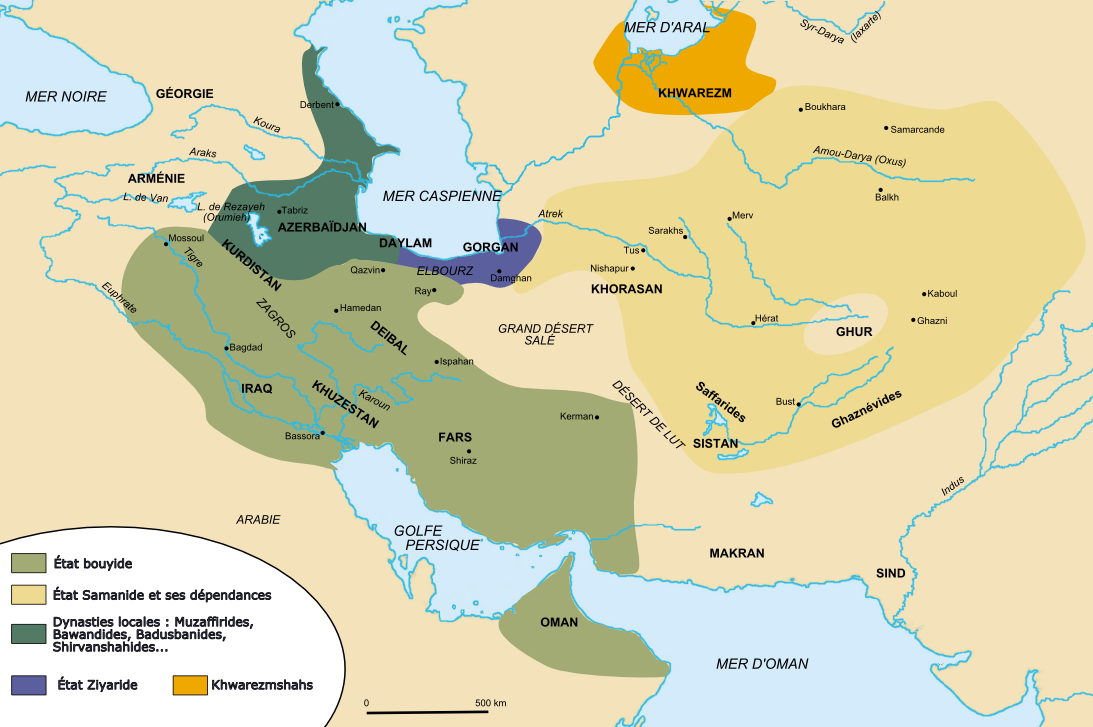
بلاد فارس في منتصف القرن العاشر

تمكن مكان من النجاة من الهزيمة ووجد ملجأ في قلعة نائية في منطقة ساري الجبلية. وبقي هناك حتى توفي محمد سنة 926/927، حين خرج وهزم جيش العلويين وخلع أخا محمد أبا جعفر الحسين، وأجبره على الفرار إلى خراسان. ولم يطالب مكان بالإمارة لنفسه، بل استدعى الداعي من المنفى. وفي عام 928م استولى مكان والداعي على ولاية الري بدعوة من حاكمها الساماني، وتقدموا إلى ولاية الجبال حتى وصلوا إلى قم. لكن أسفار، الذي كان يحكم جرجان الآن كتابع ساماني، استغل فرصة غيابهم ليعود إلى طبرستان ويستولي عليها بنفسه. وعاد الداعي لمقاومة أسفار، لكنه أصيب بجروح قاتلة أمام عاصمته أمول. ثم سار أسفار نحو الري، حيث هزم مكان، الذي فر إلى الديلم.
أُعيد تنصيب أبي جعفر الحسين إمامًا في البداية، ولكن سرعان ما نُقل إلى عاصمة السامانيين، بخارى. كانت فترة حكم السامانيين قصيرة، ففي عام 930، تمكن مكان من استعادة طبرستان، وتوسيع سيطرته على معظم جرجان، وحتى الاستيلاء على نيسابور في غرب خراسان، والتي اضطر إلى التخلي عنها في عام 931، رضوخًا لضغوط الحاكم الساماني نصر الثاني. وكان على مكان أن يواجه تمردًا في الداخل أيضًا، حيث حاول قريبه الحسن بن الفيروزان، الذي كان يحكم طبرستان في غيابه، إعادة تنصيب أخيه غير الشقيق إسماعيل إمامًا. فشلت الثورة بعد أن تم تسميم إسماعيل بتحريض من والدة أبي جعفر الحسين. وفي هذه الأثناء، فَقَدَ أسفار السلطة في الري بسبب تمرد مرؤوسه السابق، مردويج، فهرب إلى قوهستان، حيث توفي بعد ذلك بفترة وجيزة. نجح أبو جعفر الحسين في الهروب من أسر السامانيين، وطلب مساعدة مردويج في استعادة منصبه. أعاره ماردافيج جيشًا، لكن مكان هزم قوات ماردافيج في الاشتباك الأول في عام 931. وفي نهاية المطاف، بعد عودة مكان إلى طبرستان من نيسابور، شن مردويج هجومًا استولى من خلاله على طبرستان.
حاول مكان استعادة أراضيه بمساعدة جيلان وخراسان، لكنه فشل. ثم لجأ إلى السامانيين في خراسان، حيث عينه نصر والياً على كرمان. هزم مكان الحاكم الحالي واستولى على المقاطعة، التي حكمها حتى عام 935، عندما علم باغتيال مردويج على يد غلمانه التركي. غادر كرمان على الفور، وحصل على تعيينه حاكمًا لجرجان (التي تنازل عنها مردويج للسامانيين مقابل السلام في عام 933) من نصر، وبدعم من القوات السامانية حاول استعادة طبرستان. تمكن فوشمغير، شقيق ووريث ماردافيج، من صد الهجوم وحتى الاستيلاء على جرجان، لكن ضغط البويهيين على جناحه الغربي أجبره على التوصل إلى تسوية، والاعتراف بسيادة السامانيين والتنازل عن جرجان لمكان.
تحسَّنت العلاقات بين مكان وفوشمجير إلى الحد الذي جعل الأول يشعر بالأمان الكافي للتخلي عن اعتماده على السامانيين. ونتيجة لذلك، هاجمه جيش ساماني بقيادة أبي علي بن محتاج في جرجان في عام 939. وبعد حصار دام سبعة أشهر لعاصمته، اضطر مكان إلى الفرار إلى الري. طارده جيش السامانيين، وفي معركة خاضها في 25 كانون الأول 940 في معركة إسخباد [الإنجليزية] بالقرب من الري، انتصرت قوات السامانيين. قُتل مكان نفسه بسهم، ثم قطع رأسه المنتصرون، وأرسلوا رأسه إلى نصر في بخارى.